# Robby Robinson
Robby Robinson (24 mei 1946) is een Amerikaanse voormalige bodybuilder. 
Voordat Robinson in 1975 een professioneel bodybuilder werd, had hij al in meer dan 300 amateur wedstrijden meegedaan. Na 1975 heeft hij onder andere de IFBB Mr. America, Mr. World en Mr. Universe titels gewonnen en was een van de beste bodybuilders uit de jaren 70/'80. Robinson heeft tot 2001 meegedaan aan wedstrijden en is toen met pensioen gegaan. Sindsdien houdt hij zich vooral bezig met advies geven aan anderen die graag goede bodybuilders willen worden zonder Anabole steroïden te gebruiken. In 2003 was Robinson een van de Afrikaans-Amerikaanse mensen die Arnold Schwarzenegger aanklaagden vanwege racistische opmerkingen tegen Afrikaanse mensen.

## Gewonnen wedstrijden
- 1974 AAU Mr. Southeastern USA
- 1975 AAU Mr. America (Meest gespierd)
- 1975 AAU Mr. Florida
- 1975 IFBB Mr. America
- 1975 IFBB Mr. World
- 1975 IFBB Mr. World (Meest gespierd)
- 1975 IFBB Mr. Universe (Medium)
- 1976 IFBB Mr. International
- 1976 IFBB Mr. Universe
- 1977 IFBB Mr. Olympia (Tall)
- 1978 IFBB Night of Champions
- 1978 IFBB Pro World Cup
- 1978 IFBB Mr. Olympia (Zwaargewicht)
- 1979 IFBB Pro Best in World
- 1979 IFBB New York Grand Prix
- 1979 IFBB Night of Champions
- 1979 IFBB Pittsburgh Pro Invitational
- 1981 NABBA Pro Mr. Universe
- 1988 IFBB Niagara Falls Pro Invitational
- 1989 IFBB World Pro Championships
- 1991 IFBB Musclefest Grand Prix
- 1994 IFBB Masters Mr. Olympia
- 1997 IFBB Masters Mr. Olympia (50+)
- 1998 IFBB Masters Mr. Olympia (50+)
- 1999 IFBB Masters Mr. Olympia (50+)
- 2000 IFBB Masters Mr. Olympia (50+)
- 2001 IFBB Masters Mr. Olympia (50+)